# Afrikansk bjergvipstjert
Afrikansk bjergvipstjert (latin: Motacilla clara) er en spurvefugl, der lever i det subsahariske Afrika.